# El partidazo de COPE
El partidazo de COPE, antes llamado El partido de las 12, es un programa deportivo radiofónico español, dedicado en su mayoría al fútbol, que se emite en COPE de lunes a viernes, a partir de la medianoche. Su director principal es Juanma Castaño, que presenta el espacio cada día de domingo a jueves junto a Joseba Larrañaga, haciéndose cargo este último asimismo de la coordinación del espacio los viernes. Los sábados y los domingos el programa se emite como Tiempo de Juego desde el pasado 19 de enero de 2013, dirigiéndolo en su edición del sábado José Luis Corrochano y en su edición de los domingos Juanma Castaño.
El programa comenzó sus emisiones en 2010 sustituyendo a El tirachinas de José Antonio Abellán, dentro de la estrategia que Fernando Giménez Barriocanal tenía para remodelar un apartado que se hallaba en plena caída libre en la emisora.
La sintonía con que todos los días comienza este programa se titula Locos por el balón, que ha compuesto el cantante español Huecco especialmente para este fin.

## Historia
Comenzó su andadura el 27 de agosto de 2010 con motivo de la 36.ª edición de la Supercopa de Europa de fútbol que enfrentó al Inter de Milán y al Atlético de Madrid tomando el testigo de El tirachinas, programa que trataba la misma temática dirigido por José Antonio Abellán y que a su vez sucedió al mítico Supergarcía dirigido por José María García.
El programa se creó con el objetivo de levantar las cifras de audiencia que dejó el programa de José Antonio Abellán, dando la titularidad de los deportes de la Cadena COPE a un equipo recién llegado de la SER tras expulsar la emisora de Prisa a Paco González, exdirector de Carrusel Deportivo que pasó a serlo de Tiempo de Juego, programa de retransmisiones deportivas que realiza la emisora episcopal.
Al producirse la marcha de Paco González de la Cadena SER en mayo de 2010, la Cadena COPE lo ficha ese mismo verano junto a la mayoría del equipo de deportes de la emisora del Grupo Prisa para levantar un apartado que estaba en pleno declive en la emisora episcopal.
Entre julio y agosto, mes en que se comenzó a emitir el programa, se realizó un gran número de importantes fichajes, tanto recién estrenados en el medio como fichados de la Cadena SER y otras empresas, que contribuyeron al montaje del programa, ya listo para comenzar sus emisiones a finales de agosto.
En 2012, el programa fue galardonado con el Micrófono de Oro en la categoría de radio, que otorga la Federación de Asociaciones de Radio y Televisión en Ponferrada.
A partir de agosto del 2016, coincidiendo con el inicio de la nueva temporada de la LaLiga Santander, el programa pasa a llamarse El Partidazo de Cope y es presentado por Juanma Castaño de domingo a jueves, mientras que Joseba Larrañaga lo sigue haciendo los viernes y sábados, días en los que el programa forma parte de la edición nocturna de Tiempo de Juego. Por su parte, José Luis Corrochano presenta, a partir de ese momento, la sección deportiva de Las tardes, de lunes a viernes a las 15:00h en la Cadena COPE.

## Secciones
- Lunes, Kilómetro 42, con Chema Martínez.
- Lunes, El Souffle, con Antonio Lobato
- Martes, Mundo Maldini, con Julio Maldonado, Maldini.
- Miércoles, Vaya Fiesta, con el Grupo Risa, David Miner y Fernando Echeverría.
- Jueves, The Americans, con Dani Senabre, Luis García, Ruben Parra y Miguel Ángel Paniagua.
- Viernes, Campo del gas, con Jaime Ugarte y José Luis Garci y El Oasis de Libertad, con Tomás Guasch, Heri Frade, Víctor Fernández, Juan Gato, Germán Dobarro, Quique Iglesias y Hugo Ballester.
- Domingo, El Tertulíon, con Paco Gonzalez, Manolo Lama, Miguel Rico, Roberto Palomar, Gonzalo Miró, Monica Marchante, Siro Lopez y Santi Cañizares

## El equipo
- Juanma Castaño y Joseba Larrañaga se ocupan de la dirección y presentación del espacio.
- José Luis Corrochano y Luis Munilla son los suplentes, y se ocupan de la dirección del espacio ante la ausencia de Castaño y Larrañaga, y en períodos vacacionales.
- Juan Carlos González Xuancar es el director de deportes de la Cadena COPE.
- Jesús Bueno y Fernando Baquero se ocupan de la producción ejecutiva y producción, respectivamente.
- Ángel García, Isaac Avilés (Morris), Alvar Madrid, Alberto Arauz, Carlos Ganga y Abel Madrigal coordinan el equipo y la técnica del programa.
- Gemma Santos es la animadora de publicidad.
- Isaac Fouto se encarga de las redes sociales.
- Javier Rodríguez, Antonio Bravo y José Antonio Hernández son encargados de la realización.
- La redacción de El Partidazo de COPE está formada, tanto en los estudios centrales de Madrid como en las diferentes delegaciones territoriales, por Rubén Martín, Manolo Oliveros, Miguel Ángel Díaz, Antonio Ruiz, Heri Frade, Carlos Sáez, Germán Dobarro, Hugo Ballester, Carlos Miquel, Borja González, José Luis Corrochano, Arancha Rodríguez, Pedro Martín, Fernando Evangelio, Pilar Casado, Melchor Ruiz, Santi Duque, Javier Jurado, Luis Malvar, Quique Iglesias, Albert Díez, Rafa Villarejo, Joan Batllori, José Manuel Oliva, Marco Antonio Sande, Juan Igual, Javier Bautista, Carlos Andrés Llamas, José Ángel Peña, Mauri Idiakez, Jordi Jiménez, Pedro Zamora, Jesús Zamora José Luis Gil, Rafa Villarejo, Juan Arias, Víctor Fernández, Andrés Ocaña.
- Los comentaristas en la tertulia del programa son Manolo Lama, Paco González, Tomás Guasch, Siro López, Miguel Rico, Emilio Pérez de Rozas, Dani Senabre, Miguel Ángel Paniagua, Roberto Palomar, Elías Israel, Guille Uzquiano, Gonzalo Miró, Roberto Morales, José Antonio Martín Petón, José Miguel Prieto, David Albelda, Santiago Cañizares, David Miner, Fernando Echeverría, Luis García y Mónica Marchante.

## Audiencia
En los datos del Estudio General de Medios (EGM) de principios del 2011, El partido de las 12, rival de El larguero de José Ramón de la Morena, había aumentado la audiencia en un 40% (140.000 espectadores) respecto a los datos de El tirachinas hasta alcanzar 440.000 oyentes y superar a Al primer toque, el programa deportivo nocturno de Onda Cero. El larguero, por su parte, perdió 330.000 oyentes. Hasta 2019, fue el segundo programa en oyentes según el EGM por detrás de El larguero, desde entonces, se ha ido disputando el liderato con el programa de la SER en las diferentes oleadas. 